# 李㥽
李㥽（815年—880年11月14日），唐朝皇子，是唐宪宗李纯第二十子，生母不详。
其父唐宪宗在820年逝世。历穆宗、敬宗、文宗、武宗、宣宗五朝后，直到咸通三年（862年），李㥽才被侄子唐懿宗封为荣王。广明元年（880年）八月十九日，授开府仪同三司，守司空，十月初九日，李㥽去世。其子李令平嗣荣王。